# Radiola linoides
Radiola linoides é uma espécie de planta com flor pertencente à família Linaceae. 
A autoridade científica da espécie é Roth, tendo sido publicada em Tentamen Florae Germanicae 1: 71. 1788.

## Portugal
Trata-se de uma espécie presente no território português, nomeadamente em Portugal Continental e no Arquipélago da Madeira.
Em termos de naturalidade é nativa das duas regiões atrás indicadas.

## Protecção
Não se encontra protegida por legislação portuguesa ou da Comunidade Europeia.